# بیل کالینز
بیل کالینز (انگلیسی: Bill Collins (golfer)؛ ۲۳ سپتامبر ۱۹۲۸ – ۸ آوریل ۲۰۰۶) یک گلف‌باز بود.